# 岩永玄浩
岩永 玄浩（いわなが げんこう、生没年不詳）は江戸時代中期の本草学者であり医師。名は元浩とも。同じく本草学者の太田澄元の父である。
江戸深川松代町の町医で、松岡恕庵を師として本草学を学び、享保19年（1734年）頃に和人参を栽培した。元文元年には詩経等に出典されている動植物名を考察した「名物訳録」を編纂した。